# Acropogon grandiflorus
Acropogon grandiflorus är en malvaväxtart som beskrevs av Philippe Morat och Chalopin. Acropogon grandiflorus ingår i släktet Acropogon och familjen malvaväxter. Inga underarter finns listade i Catalogue of Life.